# اداره حکاکی و چاپ
اداره حکاکی و چاپ (انگلیسی: Bureau of Engraving and Printing) (BEP) یک سازمان دولتی در وزارت خزانه داری ایالات متحده است که انواع محصولات امنیتی را برای دولت ایالات متحده طراحی و تولید می‌کند که مهم‌ترین آنها اسکناس‌های فدرال رزرو (پول کاغذی) است. علاوه بر ارز کاغذی، BEP اوراق بهادار خزانه داری تولید می‌کند. کمیسیون‌های نظامی و گواهی‌های جایزه؛ دعوتنامه و کارت ورود به جلسه؛ و انواع مختلفی از کارت‌های شناسایی، فرم‌ها و سایر اسناد امنیتی ویژه برای انواع سازمان‌های دولتی. BEP یکی از دو آژانس ایالات متحده در تولید ارز در مورد چاپ ارز کاغذی است. دیگری ضرابخانه ایالات متحده است که سکه ضرب می‌کند. دفتر حکاکی و چاپ با امکانات تولید در واشینگتن دی سی و فورت ورث تگزاس بزرگ‌ترین تولیدکننده اسناد امنیتی دولتی در ایالات متحده است.